# Xenija Gennadjewna Kirillowa
Xenija Gennadjewna Kirillowa (russisch Ксения Геннадьевна Кириллова; englische Schreibweise Ksenia Kirillova; * 20. Juni 1993 in Moskau) ist eine ehemalige russische Tennisspielerin.

## Karriere
Kirillowa spielte vor allem bei Turnieren der ITF Women’s World Tennis Tour, wo sie drei Titel im Einzel und vier im Doppel gewinnen konnte.

## Turniersiege

### Einzel
| Nr. | Datum            | Turnier             | Kategorie   | Belag     | Finalgegnerin     | Ergebnis      |
| --- | ---------------- | ------------------- | ----------- | --------- | ----------------- | ------------- |
| 1.  | 26. Februar 2012 | Scharm asch-Schaich | ITF $10.000 | Hartplatz | Natela Dsalamidse | 7:5, 6:4      |
| 2.  | 13. Mai 2012     | Almaty              | ITF $10.000 | Hartplatz | Karina Isayan     | 6:2, 7:5      |
| 3.  | 4. August 2013   | Astana              | ITF $10.000 | Hartplatz | Assija Dair       | 5:4, 4:6, 6:1 |

### Doppel
| Nr. | Datum           | Turnier     | Kategorie   | Belag     | Partnerin            | Finalgegnerinnen                           | Ergebnis           |
| --- | --------------- | ----------- | ----------- | --------- | -------------------- | ------------------------------------------ | ------------------ |
| 1.  | 2. Oktober 2010 | Antalya     | ITF $10.000 | Sand      | Wiktorija Kamenskaja | Giulia Gasparri Verdiana Verardi           | 6:710, 6:3, [10:3] |
| 2.  | 6. August 2011  | Savitaipale | ITF $10.000 | Sand      | Anastasia Vovk       | Hilda Melander Paulina Milosavljevic       | 6:4, 7:66          |
| 3.  | 26. April 2013  | Aschkelon   | ITF $10.000 | Hartplatz | Deniz Khazaniuk      | Eva Wacanno Alina Wessel                   | 6:0, 6:4           |
| 4.  | 1. Juni 2013    | Moskau      | ITF $25.000 | Sand      | Polina Monowa        | Jewgenija Paschkowa Anastassija Wassyljewa | 1:6, 6:4, [10:4]   |